# Jaret Reddick
Jaret Ray Reddick (* 6. březen 1972 Denton, Texas) je americký zpěvák, frontman skupiny Bowling for Soup, nominovaný na Cenu Grammy .

## Život
Jaret Ray Reddick se narodil v americkém Dentonu v Texasu jako nejmladší ze šesti dětí. Má čtyři starší sestry a jednoho bratra. Chodil na Cunninghamskou základní školu ve Wichita Falls v Texasu, vystudoval střední školu Rider High School. Na střední hrál na buben ve školní kapele. Jaret má vysokoškolské diplomy v oborech obchodní management a psychologie na Středozápadní státní univerzitě ve Wichita Falls.
Jaret miluje hry. To dokazuje tetování na jeho pravé ruce. Najdeme zde vytetované hračky jako Rubikovu kostku, drnkající telefon Fisher-Price, nebo panáčka z deskové hry Monopoly. Vlastní řetězec obchodů s hračkami, pracoval v oblasti prodeje nemovitostí a snaží se probít se svojí kariérou zpěváka. Je ženatý, má dvě děti Emmu a Jacka, bydlí v okrajové čtvrti v Dentonu.

## Bowling for Soup

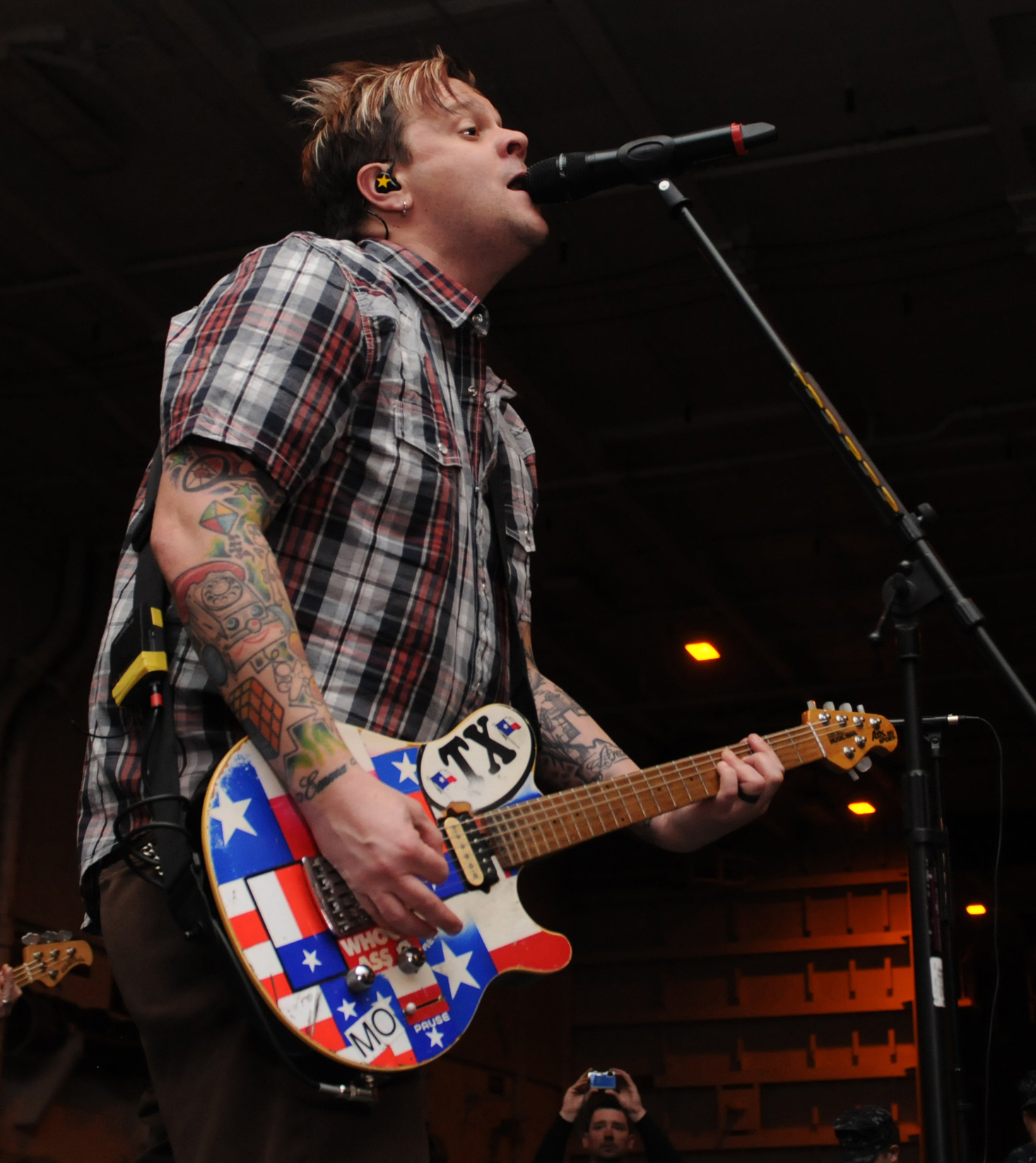
Březen 2012 - USS Abraham Lincoln (CVN-72)

Skupinu Bowling for Soup vytvořil spolu s kamarády v roce 1994 ve Wichita Falls. Jaret pro skupinu píše texty, zároveň je její frontman, hlavní zpěvák a kytarista. Pro Bowling for Soup napsal písně jako Punk Rock 101.

## Vedlejší projekty

### Phineas a Ferb
Jaretův největší boční projekt je výstup a zpívání v seriálu Phineas a Ferb jako člen fiktivní skupiny Love Händel. Bowling for Soup složila pro seriál znělku Today is Gonna Be a Great Day. Jaret je zároveň postavička ze seriálu - "Danny", člen skupiny Love Händel.

### The Boster
The Boster byl vytvořen v roce 2011 v Austrálii, Reddick vystupuje jako Edd Jones z virtuální skupiny "The Boster".

## People on Vacation
People on Vacation je americká indie pop/rocková skupina z Dallasu v Texasu. Vytvořil ji spolu s Ryanem Hamiltonem z indie rockové skupiny Smile Smile.
Skupina zatím vydala tři skladby. První Better Off Dead byla vydána ke konci roku 2010, druhá She Was The Only One ze začátku roku 2011. Třetí je znělka pořadu The Adventure Club na radiu Edge. Jaret a Ryan také pracují na prvním debutovém albu skupiny, které by mělo vyjít v roce 2011.
| Číslo | Název                  | Autor                                 | Délka |
| ----- | ---------------------- | ------------------------------------- | ----- |
| 1     | "Better Off Dead"      | Jaret Reddick, Ryan Hamilton          | 3:21  |
| 2     | "She Was The Only One" | Reddick, Hamilton                     | 3:43  |
| 3     | "Adventure Club Theme" | Reddick, Hamilton, Linus Of Hollywood | 1:34  |